# Bulario
Se da el nombre de bulario a las colecciones de bulas y constituciones pontificias, que han dado a luz diferentes compiladores. 
Laercio Querubini, el primero que acometió esta empresa, publicó una colección de bulas o decretales extravagantes desde Leon Magno basta Sixto V, a la que dio el título de Bulario. Le agregó después las constituciones de Paulo V y meditaba una nueva edición aumentada cuando le sobrevino la muerte. Pero prosiguió la empresa su hijo Ángel María Querubini y dio a luz en cuatro tomos el Gran Bulario Romano con la agregación de las constituciones que tenía reunidas su padre y las publicadas después de la muerte de este hasta Inocencio X. Angel Lantusca y su colaborador Paulo, publicaron enseguida una edición de dicho bulario, con el aumento de un tomo en que se insertaron las constituciones omitidas en los cuatro de la primera edición y las promulgadas hasta Clemente X. 
Sobrepujó a los anteriores Jerónimo Mainardo, con su Bulario Magno en 14 tomos, en el cual reunió las constituciones de los Sumos Pontífices, desde S. Leon Magno hasta Clemente XII. Pero a todos aventajó Carlos Coequelines, con su bulario en 14 tomos, dado a luz en 1738, en el que no solo compiló todas las constituciones y letras pontificias que pudo encontrar en los archivos romanos y en los de otras iglesias, establecimientos y conventos sino también gran número de otras tomadas de las historias eclesiásticas de diferentes autores, de varios monumentos inéditos y de toda clase de libros; enriqueciendo con tan precioso tesoro la jurisprudencia canónica. Merece también especial mención el compendio de todas las constituciones que publicó Luis Guerra en 4 tomos, con este título: Pontificiarum constitutionum in Bullado Magno et Romano contentarum, et aliunde sumptarum epitome.
Existen además otros bularios particulares, tales como:
- el de Clemente XI, al cual se agregaron multitud de decretos de las sagradas congregaciones
- el de Benedicto XIV, dividido en 4 tomos
- el de Clemente XIV
- el de Pio VI
- otra compilación de las bulas de los posteriores pontífices hasta Pio IX.